# Большозеро
Большозеро — озеро на территории Ледмозерского сельского поселения Муезерского района Республики Карелии.

## Общие сведения
Площадь озера — 1,4 км², площадь водосборного бассейна — 18,7 км². Располагается на высоте 175,9 метров над уровнем моря.
Форма озера лопастная. Берега изрезанные, каменисто-песчаные, местами заболоченные.
Из залива на северной стороне озера вытекает безымянный водоток, впадающий с правого берега в реку Няугу, впадающую в реку Чирко-Кемь.
В озере расположено не менее шести безымянных островов различной площади.
Код объекта в государственном водном реестре — 02020000911102000005377.